# 野坂相如
野坂 相如（のさか すけゆき、明治32年（1899年）1月19日 - 昭和53年（1978年））は、日本の土木技術者、都市計画家。内務官僚として都市計画事業に手腕を揮い、戦後には新潟県副知事を務めた。息子は直木賞作家の野坂昭如。孫は作家・エッセイストの野坂麻央、女優の愛耀子（共に元宝塚歌劇団娘役）。

## 経歴
東京に野坂豁の八男として生まれる。府立第一中学校、旧制第一高等学校を経て、1923年に東京帝国大学工学部土木工学科を卒業した。
卒業後東京市に入り、電気局に配属され、地下鉄の建設計画に従事する。1934年、内務省に移籍し、都市計画地方委員会委員として群馬県に勤務。1936年、神奈川県、都市計画神奈川地方委員会に転勤する。1939年、神奈川県において、技師では初の都市計画課長となる。横浜市や当時の郡部相模原をはじめ、神奈川県下の主要都市での街路事業と大規模な土地区画整理事業など、都市計画事業の推進に尽くしている。1942年、富山県土木課長に就任。1946年、新潟県土木部長に転出する。
1947年、新潟県で最初の民選知事岡田正平の下に、技官として全国で初めて副知事に抜擢される。副知事の時代は特に、只見川の電源開発問題などで福島県と政府折衝の陣頭に立って、その解決にあたっている。
青木一雄著『「とんち教室」の時代』によると、新潟県副知事時代、県議会が墓地移転問題で紛糾し、あわや乱闘というとき立ち上がり、「議案は墓地のことである。墓々（はかばか）しくいかないのは当然。まア墓地墓地（ぼちぼち）審議しましょう」とやってまるく納めたという。
1955年、岡田は3選を目指して同年4月23日の新潟県知事選挙に立候補するも、参議院議員（新潟県選挙区）を辞職して立候補した新人北村一男に敗れ落選する。岡田落選を受けて野坂も副知事の職を辞し、北村の辞職に伴う同年5月15日の参議院議員補欠選挙に無所属で立候補、180,110票を獲得するも、3人中3位で落選した。以後政界を離れ、NHKのラジオ番組「とんち教室」のセミレギュラーとして活躍した。創作風流小ばなしのかくし芸はなかなかのものだったという。

## 著書
- 都市の交通と地下鉄道（1930年）
- 土木建築構造力学（上・中・下巻）（共著、1927年 - 1931年）
- 父相如と子ども昭如との対話（1970年）
- 笑わせ屋入門（1970年）